# Lebia subrugosa
Lebia subrugosa är en skalbaggsart som beskrevs av Maximilien de Chaudoir. Lebia subrugosa ingår i släktet Lebia och familjen jordlöpare. Inga underarter finns listade i Catalogue of Life.